# هوره‌قلعه
هوره قلعه در شهرستان سروآباد، بخش اورامان تخت، روستای سلین واقع شده و این اثر در تاریخ ۱۹ مرداد ۱۳۸۴ با شمارهٔ ثبت ۱۲۸۰۵ به‌عنوان یکی از آثار ملی ایران به ثبت رسیده است.